# Gârbău Dejului, Cluj
Gârbău Dejului (în maghiară Désorbó) este un sat în comuna Cășeiu din județul Cluj, Transilvania, România.

## Istoric
Prima atestare documentară este din anul 1315, sub denumirea Vrbou. Alte denumiri avute de-a lungul timpului sunt Wrbo (1325), Orbo (1335), Orbou (1393), Arbo (1553), Oláh-Orbo (1566), Csicso-Orbo (1613), Garbo (1733), Garbou (1750), Gîrbova din Szusz (1850).

## Așezare
Satul este așezat peste culmea ce duce la cetatea Ciceului. Accesul rutier este asigurat din două direcții: dinspre satul Rugășești pe drum asfaltat și dinspre satul Mănășturel, urcând pe Valea Gârbăului, pe un drum cu o porțiune pietruită.
În sat s-au conservat case vechi construite din bârne de lemn, lutuite, și vopsite în albastru.
Bisericuța din lemn cu hramul „Sfinții Arhangheli”, ridicată în prima jumătate a secolului al XVIII-lea, este un monument istoric înregistrat în lista monumentelor istorice la cota CJ-II-m-B-07620. A fost construită în stil maramureșean, pictată pe pânză. Deține trei icoane din sec. al XVI-lea, pictate pe lemn.
O altă atracție turistică este rezervația cu mistreți aflată pe dealul numit „Coada Pietrii”.

## Personalități
- Ovidiu Purdea-Someș, (n. 29 iunie 1965) este un publicist, poet, ofițer și interpret de muzică populară românească.[2]

## Imagini

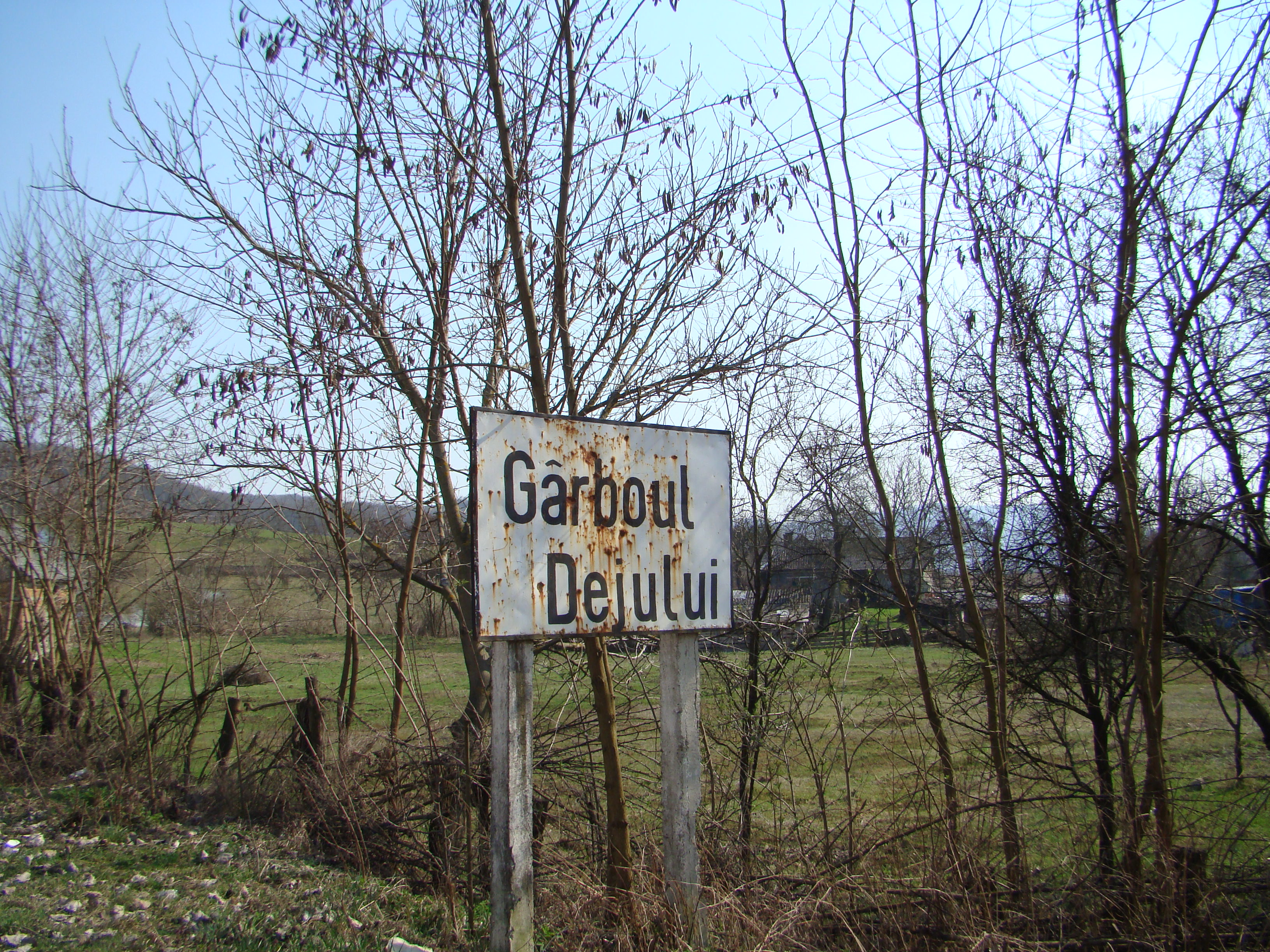
Intrarea în localitate
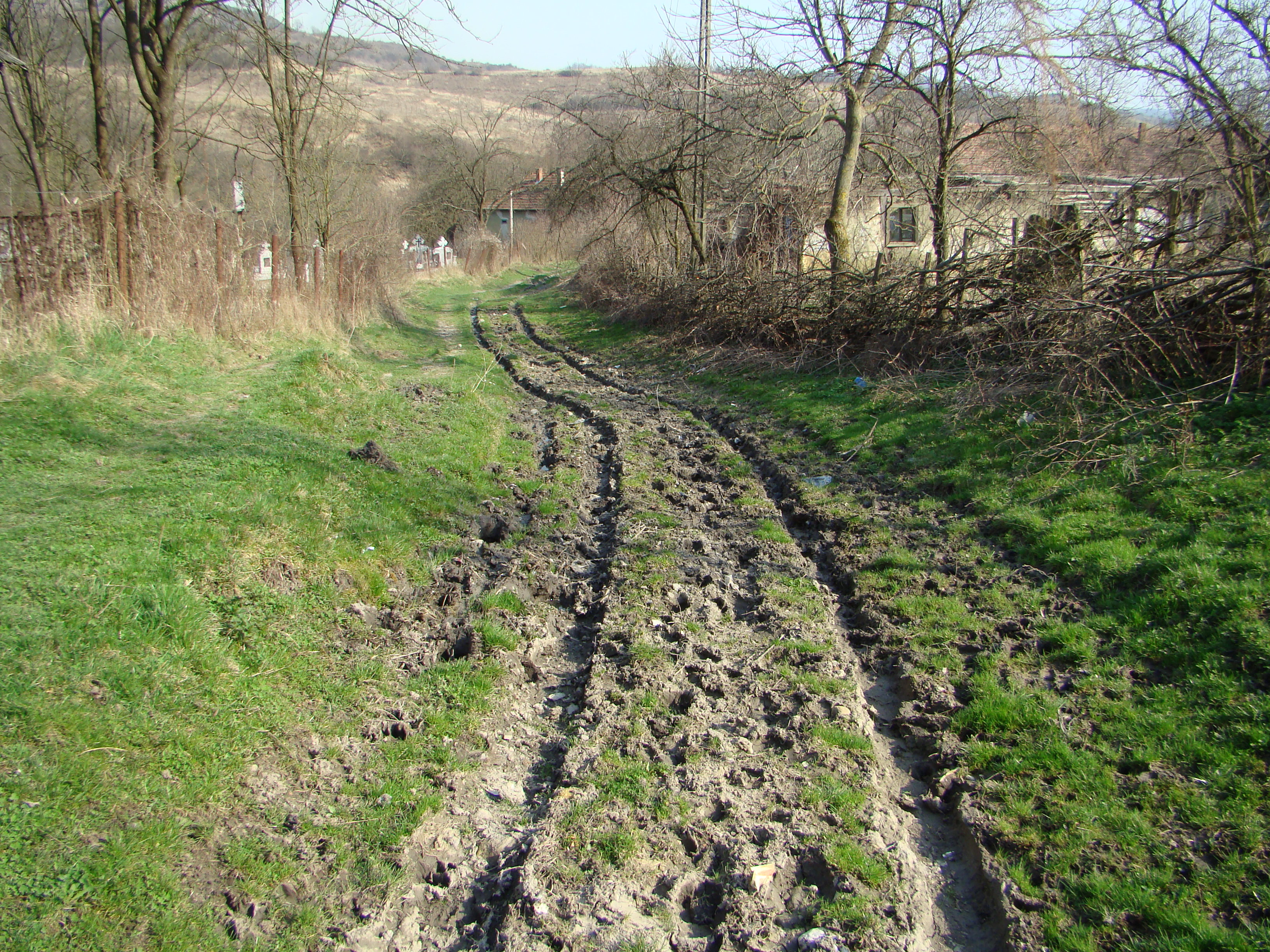
Ulițele din sat devin aproape impracticabile după ploaie
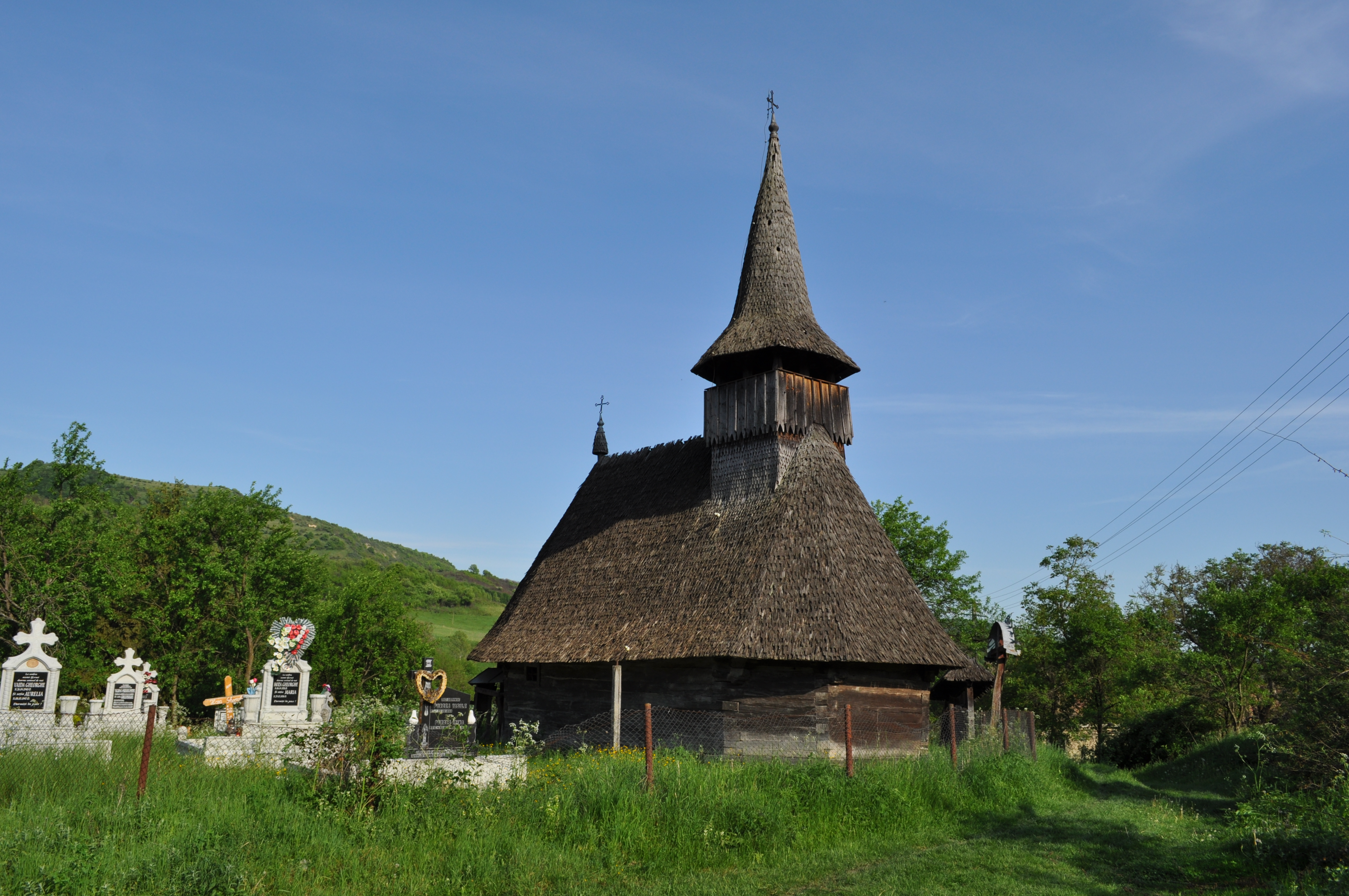
Biserica de lemn (monument istoric)
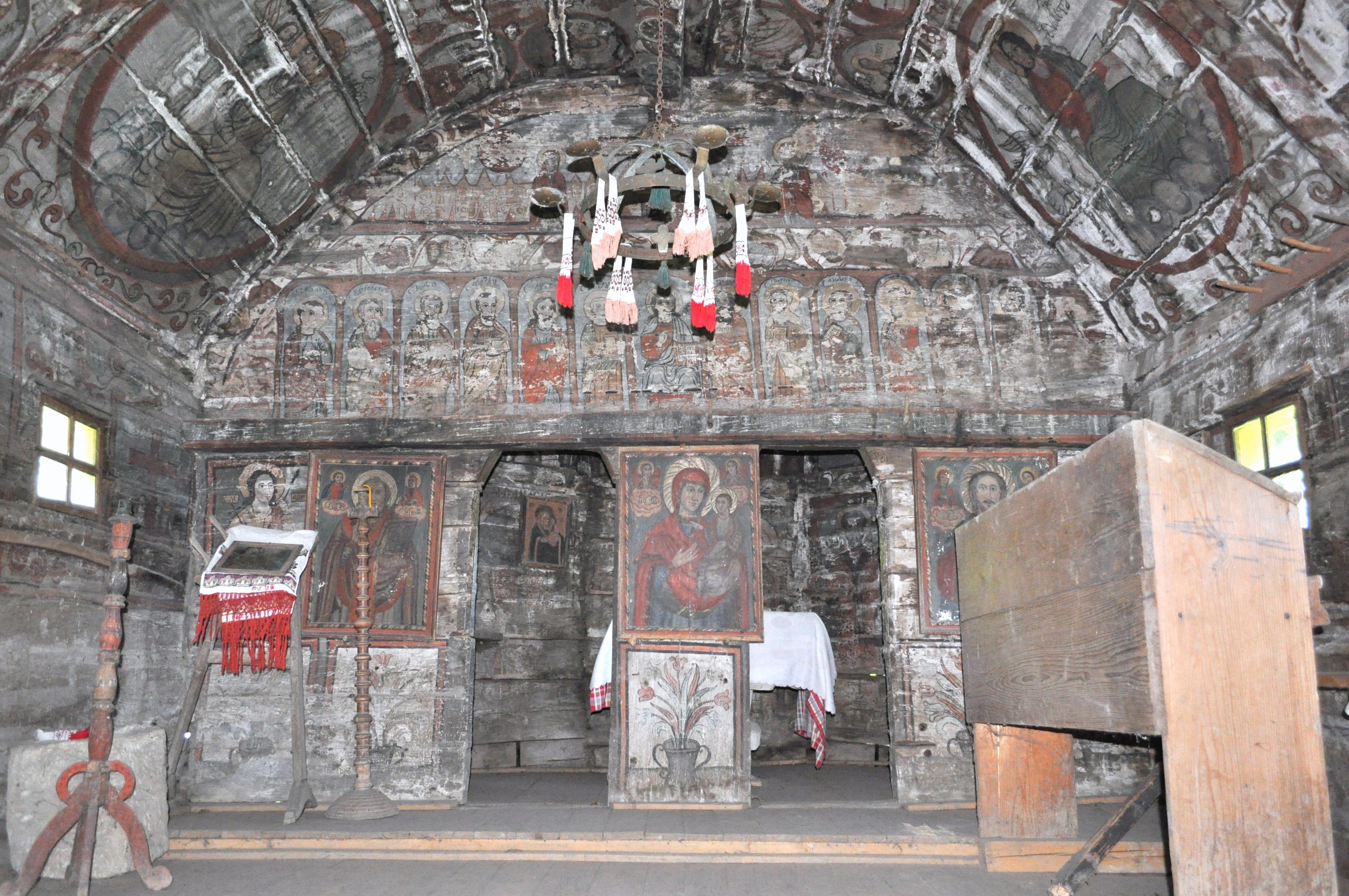
Biserica de lemn (monument istoric)
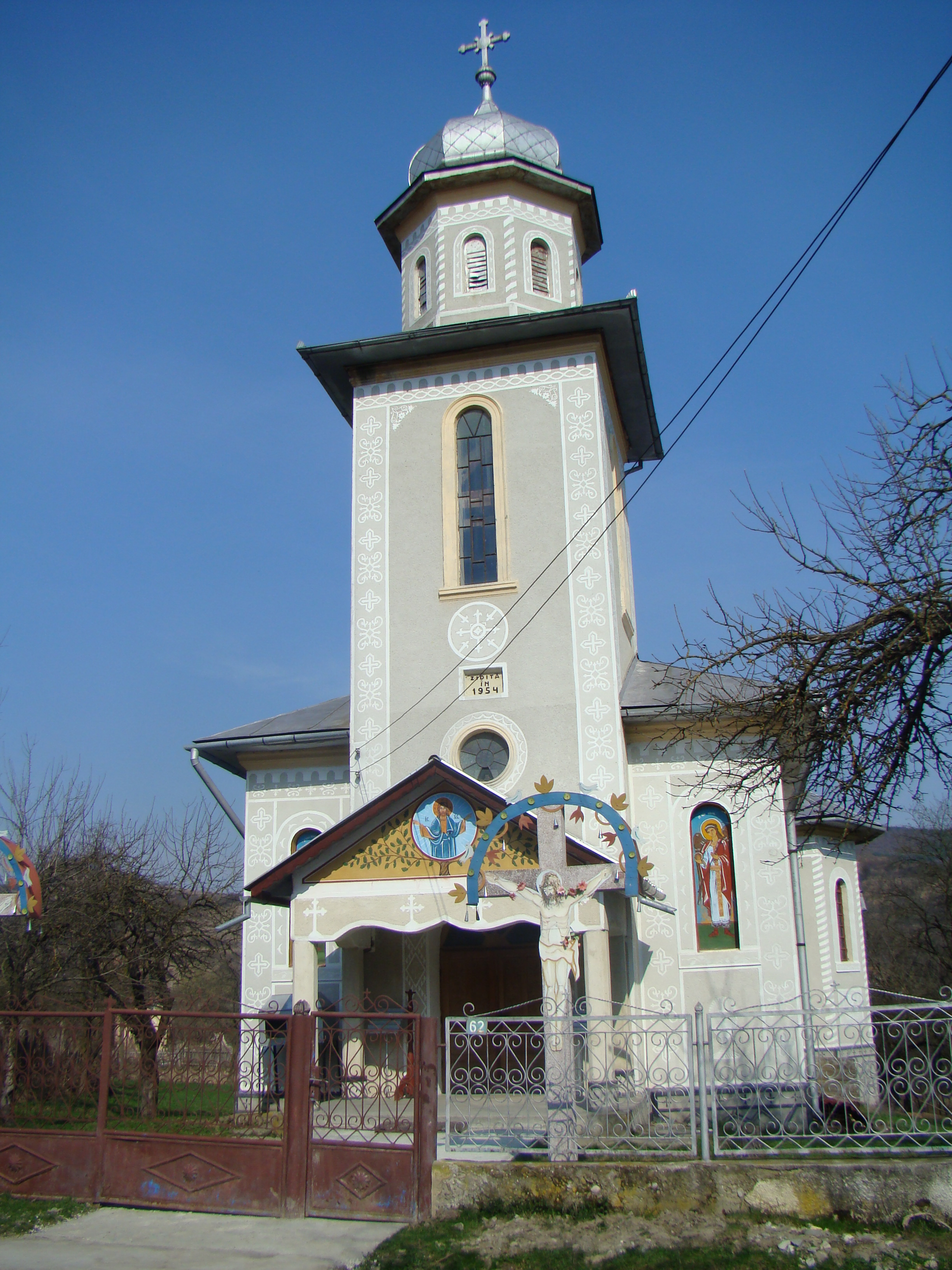
Biserica ortodoxă (1953)